# A Jitney Elopement
A Jitney Elopement (br: Carlitos quer casar / pt: Charlot quer casar) é uma curta-metragem cómica e muda Norte-americana de 1915, produzida por Jess Robbins para o Estúdios Essanay, e escrita, realizada e protagonizada por Charlie Chaplin.

## Sinopse

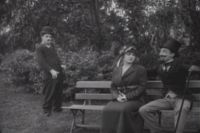
Cena do filme

O pai de Edna quer arranjar um casamento de conveniência com um certo conde Chloride de Lime, que demonstra por carta interesse em desposá-la, mesmo sem se conhecerem. No entanto, ela ama o Charlot e pede-lhe que ele interceda. Para enganar seu pai, eles arquitetam um plano: eles apresentam Charlot como o falso conde. 
O pai de Edna oferece-lhe uma lauta ceia. Horas depois, chega o verdadeiro Chloride de Lime. Ao saber do engano, furibundo com o engodo, o pai da moça escorraça a pontapé o pobre Charlot porta fora. 
Para finalmente a poder cortejar, o conde convida Edna e o pai para um passeio no parque onde são surpreendidos por Charlot. 
Num carro de praça (um jitney,  espécie de táxi-lotação muito comum em San Francisco, o local das filmagens, na década de 10), ele tem um plano de fuga, Após uma justa com o conde, o pai e policiai, o casal foge e inicia-se uma perseguição de carros. 
Ao volante, Charlot consegue despistar os policias (que tentam inutilmente, a pé, laçar o calhambeque, que se aproxima a alta velocidade). 
Depois de deixarem o carro do conde cair nas águas do parque (o Parque Golden Gate), Edna e Charlot terminam a história, sós e felizes para sempre.

## Elenco
- Charles Chaplin .... Vagabundo / falso conde
- Edna Purviance .... Edna
- Ernest Van Pelt .... pai de Edna
- Leo White .... conde Chloride de Lime
- Lloyd Bacon .... policia
- Paddy McGuire .... policia
- Bud Jamison .... policia
- Carl Stockdale .... policia